# Sympistis incubus
Sympistis incubus là một loài bướm đêm thuộc họ Noctuidae. Loài này có ở Washington tới Oregon on altitudes of 1,800 to 4,500 foot
Sải cánh dài 28–35 mm. Con trưởng thành bay vào tháng 9.